# 텔레폰 텔 아비브
텔레폰 텔 아비브(Telefon Tel Aviv)는 찰스 쿠퍼(Charles Cooper)와 조슈아 유스티스(Joshua Eustis)가 미국 루이지애나주의 뉴올리언스에서 결성해 일리노이주의 시카고를 기반으로 활동했던 미국 일렉트로닉 뮤직 그룹이다.
텔레폰 텔 아비브는 2009년 종종 자살이라고 거짓 보도되고 있는 쿠퍼의 갑작스러운 사망 이후 유스티스만 홀로 공식 멤버로서 활동을 계속하고 있다. 유스티스는 최근 푸시퍼와 나인 인치 네일스의 공연 멤버로서 활동한 것으로도 알려져 있다.

## 역사
텔레폰 텔 아비브는 1999년 찰스 쿠퍼와 조슈아 유스티스가 결성했다. 그들의 첫 앨범은 2001년 가을에 발매했고, 평단에서 긍정적인 평가를 받았다. 2002년, 미국의 헤프티 레코즈(Hefty Records)에서 《Immediate Action#8》EP를 발표했다. 2004년 그룹은 두 번째 정규 앨범을 발표했고, 2007년에는 《Remixes Compiled》라는 이름을 붙인 리믹스 모음 컴필레이션 앨범을 발표했다. 그룹은 독일의 비피치 컨트롤(BPitch Control)레이블에서 2009년 1월 세 번째 정규 앨범을 발표했다.《Immolate Yourself》앨범은 빌보드의 일렉트로닉 앨범 차트에서 17위를 기록했다.
2011년부터 유스티스는 새로운 음악 작업을 진행하고 있다. 2012년 3월, 유스티스는 그가 새로운 텔레폰 텔 아비브로 다시 작업하기 위해 시도하고 있다고 자신의 트위터 계정을 통해 언급했다. 2013년 2월, 유스티스는 나인 인치 네일스의 투어 멤버로 활동할 것이라고 말했다. 그는 원래 2013년부터 2014년까지 나인 인치 네일스와 함께 투어 공연을 할 것이라고 말했지만, 2013년 12월 5일, 유스티스는 더 이상 나인 인치 네일스의 투어 멤버가 아니며, 다음 투어부터는 알렉산드로 코티니(Alessandro Cortini)와 일란 루빈(Ilan Rubin), 로빈 핑크(Robin Finck)와 트렌트 레즈너 4명만 함께 한다는 것이 트렌트 레즈너의 레딧 대화창을 통해 알려졌다. 유스티스도 또한 텔레폰 텔 아비브의 공식 사이트를 통해 이 사실을 발표했다.

### 찰스 쿠퍼의 죽음
2009년 1월 22일, 유스티스는 찰스 쿠퍼가 사망했다고 그룹의 공식 마이스페이스 블로그를 통해 발표했다. 이 소식은 그룹의 공식 홈페이지 첫 화면에 "찰스 웨슬리 쿠퍼 3세/1977년 4월 12일부터 2009년 1월 22일까지"라고 적힌 추모 메시지를 오랜 기간 동안 게재했다. 쿠퍼의 죽음에 관해서 CBS2 시카고의 두 기사는 그가 죽은 채로 발견되기 전인 1월 21일부터 실종 상태였다고 명시했다.
2009년 1월 30일, 유스티스는 남은 모든 투어 일정을 취소하며, 그룹의 미래가 불확실하다고 그룹의 공식 마이스페이스 블로그에 글을 게시했다.
2009년 3월 22일, 유스티스는 그와 텔레폰 텔 아비브와 오랫동안 친한 친구였던 프레드 노게이라(Fredo Nogueira)와 함께 2명이 공연한다고 공식 마이스페이스 블로그에 글을 게시했다.
2009년 7월 22일, 유스티스는 쿠퍼의 죽음에 대한 몇 가지 루머를 명확히 밝히기 위해, 3개의 부검 보고서에 따르면, 쿠퍼는 자살을 한 것이 아니라는 소견이 지배적이지만, 아마도 알약과 술을 섞어 마시다가 실수로 죽은 것 같다는 내용이 담긴 글을 그룹의 마이스페이스에 게시했다.

### 마그달레나의 자손들과 향후 활동
그는 더 이상 나인 인치 네일스 멤버의 일부가 아니며, 그리고 아마도 푸시퍼의 멤버도 아닐 것이라고 말하면서, 2013년 12월 9일 유스티스는 다시 스튜디오로 돌아가 정규 앨범 작업을 할 예정이라고 텔레폰 텔 아비브의 공식 홈페이지에 글을 게시했다. 그는 또한 그가 2008년에 솔로 작업으로 발매했던 EP에서 사용했던 이름인 마그달레나의 자손들(Sons Of Magdalene)이라는 이름이 붙은 밴드의 앨범이 95% 정도 만들어졌다고 밝혔다. 그는 이 앨범 작업이 끝나면 텔레폰 텔 아비브의 이름으로 다시 작업할 것이라 밝혔다. 일명 '마그달레나의 자손들'이라는 이름 아래 데뷔 앨범인 《Move to Pain》이 2014년 6월 24일 발매되었다.

## 프로덕션

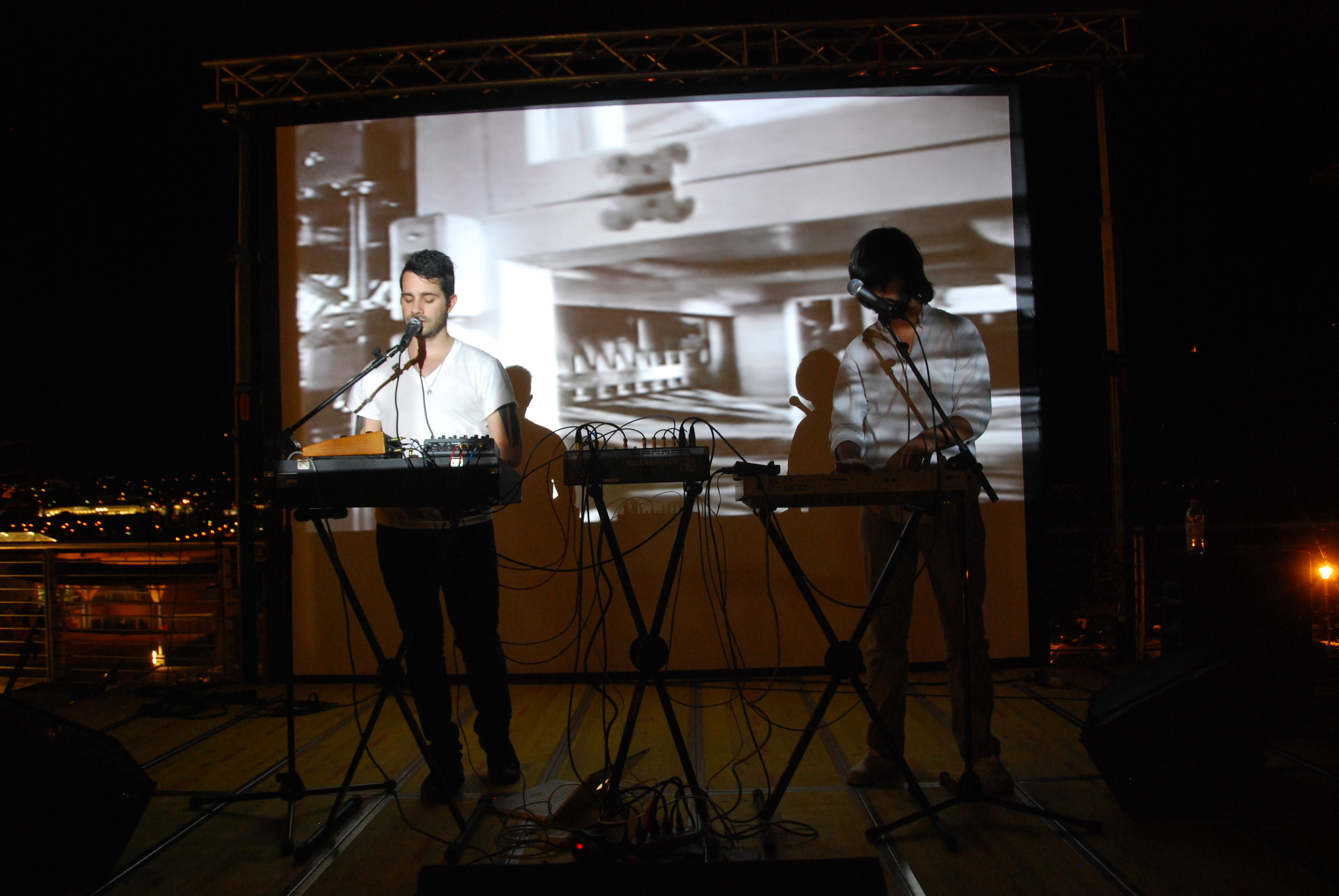
2009년 6월, 조슈아 유스티스와 프레드 노게이라가 트렌토에서 공연하는 모습

인터뷰에서 쿠퍼와 유스티스는 다음과 같은 소프트웨어를 사용하며 시작했다고 말했다: 디지디자인 프로 툴스(Digidesign Pro Tools), 네이티브 인스트루먼츠 리액터/일렉트로닉 인스트루먼츠 2XT(Native Instruments Reaktor/Electronic Instruments 2 XT), 에이블톤 라이브(Ableton Live).
또한, 밴드는 네이티브 인스트루먼츠(Native Instruments)의 신서틱 드럼스 2(Synthetic Drums 2)의 라이브러리에 사운드 샘플을 제공했다.
그들의 최근 앨범에서 "더욱 더 진짜같은 소리"를 낼 방법을 찾고 있다고 언급했고, 아날로그 테이프와 아날로그 신시사이저로 사용해 곡을 만드는 방식으로 돌아갔다며 자신들의 제작 스타일을 바꿨다고 말했다.

## 디스코그라피

### 정규 앨범
- 《Fahrenheit Fair Enough》 (2001년)
- 《Immediate Action#8 EP》 (2002년)
- 《Map of What Is Effortless》 (2004년)
- 《Remixes Compiled》 (2007년)
- 《Immolate Yourself》 (2009년)

### 리믹스와 협업 작업들
- 존 휴스 (영화 감독) - <Got Me Lost / Driving In LA> 《Immediate Action#6》 (2000년)
- 나인 인치 네일스 - <Where Is Everybody?> 《Things Falling Apart》 (2000년)
- Phil Ranelin - <Time Is Running Out> 《Remixes》 (2001년)
- Midwest Product - <A Genuine Display> 《Idol Tryouts : Ghostly International Vol. 1》 (2003년)
- Slicker - <Knock Me Down Girl> 《Knock Me Down Girl》 (2004년)
- Marc Hellner - <Asleep On The Wing> 《Asleep On The Wing》 (2005년)
- 아파라트 - <Komponent> 《Silizium》EP (2005년)
- Oliver Nelson - <Stolen Moments> 《Impulsive! Revolutionary Jazz Reworked》 (2005년)
- Bebel Gilberto - <All Around> 《Bebel Gilberto Remixed》 (2005년)
- AmmonContact - <BBQ Plate> 《Microsolutions To Megaproblems》 (2005년)
- Nitrada - <Fading Away> 《Four Remixes》 (2005년)
- Dao Lang - <艾里甫與賽乃姆> 《Dancing With Dao Lang (與刀郎共舞)》 (2007년)
- 아파라트 - <Arcadia> 《Arcadia Rmxs》 (2008년)
- Genghis Tron - <Relief> 《Board Up The House Remixes Volume 4》 (2008년)
- Barbara Morgenstern - <Come To Berlin> 《Come To Berlin Mixes》 (2008년)
- Art Of Trance - <Swarm> 《Swarm》 (2009년)
- SONOIO - <Can You Hear Me?> 《NON SONOIO - Red Remixes》 (2011년)
- Cubenx - <Grass> 《Grass Remixes》 (2012년)[14]
- Dillon and Telefon Tel Aviv - <Feel the Fall> 《Where the Wind Blows》 (2013년)
- Lusine - <Arterial Reworks> 《Arterial (Telefon Tel Aviv Remix)》 (2015년)[15]
- Vatican Shadow & Telefon Tel Aviv - <Rejoice> 《Compilation by #savefabric》(2016년)
- These Hidden Hands - <Glasir (Telefon Tel Aviv Remix)> 《Vicarious Memories Remixed》(2017년)

### 출연
- 어 퍼펙트 서클 - 《eMOTIVe》 (2004년)
- 푸시퍼 - 《Conditions of My Parole》 (2011년)
- 푸시퍼 - 《Donkey Punch the Night》 (2012년)
- 푸시퍼 - 《All Re-Mixed Up》 (2013년)
- 나인 인치 네일스 - 《Hesitation Marks》 (2013년)
- 더 블랙 퀸 - 《Fever Daydream》 (2016년)

### 유스티스의 일명 "마그달레나의 자손들" 작업
- 《Ephemera》 (2008년)[16][17]
- 《Move to Pain》 (2014년)
- 《Ecumenicals》 (2015년)[18]